# Боас, Эдуард
Эдуард Боас (нем. Eduard Boas; 1815—1853) — немецкий предприниматель, писатель

 и историк литературы XIX века.

## Биография
Эдуард Боас родился 18 января 1815 года в городе Ландсберге-на-Варте (ныне Гожув-Велькопольски, Польша). 
Боас был сначала торговцем, а затем, после продолжительного путешествия по Южной Европе, посвятил себя исключительно литературе. Помимо родного города жил в Дрездене, Берлине, Веймаре. Больше всего он увлекался блестящим периодом немецкой литературы, и его трёхтомное исследование οб Иоганне Вольфганге фон Гёте («Nachträge zu Groethes sämmtlichen Werken», 1841; 2 издание — 1859) поставило его имя наряду с лучшими знатоками автора Фауста. 
Большой успех выпал и на долю его трёхтомного исследования «Nachträge zu Schillers Werken» ο Фридрихе Шиллере, которое увидело свет в 1839 году. 
Дальнейшие работы Боаса в области изящной литературы создали ему имя тонкого и глубокого ценителя немецких классиков. 
В книге «Des Kriegskommissars Pipitz Reise nach Italien» (4 т., 1841) он отобразил свои ранние путевые впечатления; следует отметить также его «Sprüche und Lieder eines indischen Brahmanen».
Эдуард Боас умер в родном городе 29 июня 1853 года.

## Избранная библиография
- «Nachträge zu Goethes sämtlichen Werken» (3 т., Лейпциг, 1841; 2 изд., Берлин, 1859).
- «Nachträge zu Schillers sämtlichen Werken» (3 т., Штутгарт, 1839).
- «Schiller und Goethe im Xenienkampf» (2 ч., Штутгарт, 1851)
- «Schillers Jugendjahre» и «Schillers und Goethes Xenienmanuskript».
- «Des Kriegskommissars Pipitz Reise nach Italien» (4., Штутгарт, 1841).